# Dolmen de la Maubelle
Le dolmen de la Maubelle, appelé aussi dolmen de Montbel, est un dolmen situé à La Crau, dans le département du Var en France.

## Description
L'édifice est situé sur un méplat rocheux en léger contrebas d'une colline. Le tumulus mesure 13 m de diamètre pour 1,50 m de hauteur, constitué de grands blocs de grès rouge d'origine locale «dont certains atteignent 1 m2».
C'est un dolmen de taille imposante, du même type que celui de Gaoutabry. La chambre sépulcrale mesure 4 m de long par 2 m de large. Il n'en demeure que la dalle de chevet, légèrement inclinée vers l'intérieur de la chambre, et deux orthostates transversaux. Une troisième grande dalle repose contre le pilier sud. L'entrée de la chambre est orientée au sud-ouest (azimut 234°). Elle est délimitée par deux piliers de hauteurs inégales (côté gauche 1,80 m, côté droit 1,65 m), qui se sont affaissés l'un sur l'autre.
Le couloir est délimité, côté droit par un muret en pierres sèches, et côté gauche par un grand bloc sur chant. 
Les fouilles n'ont mis au jour que quelques esquilles d'ossements brûlés.

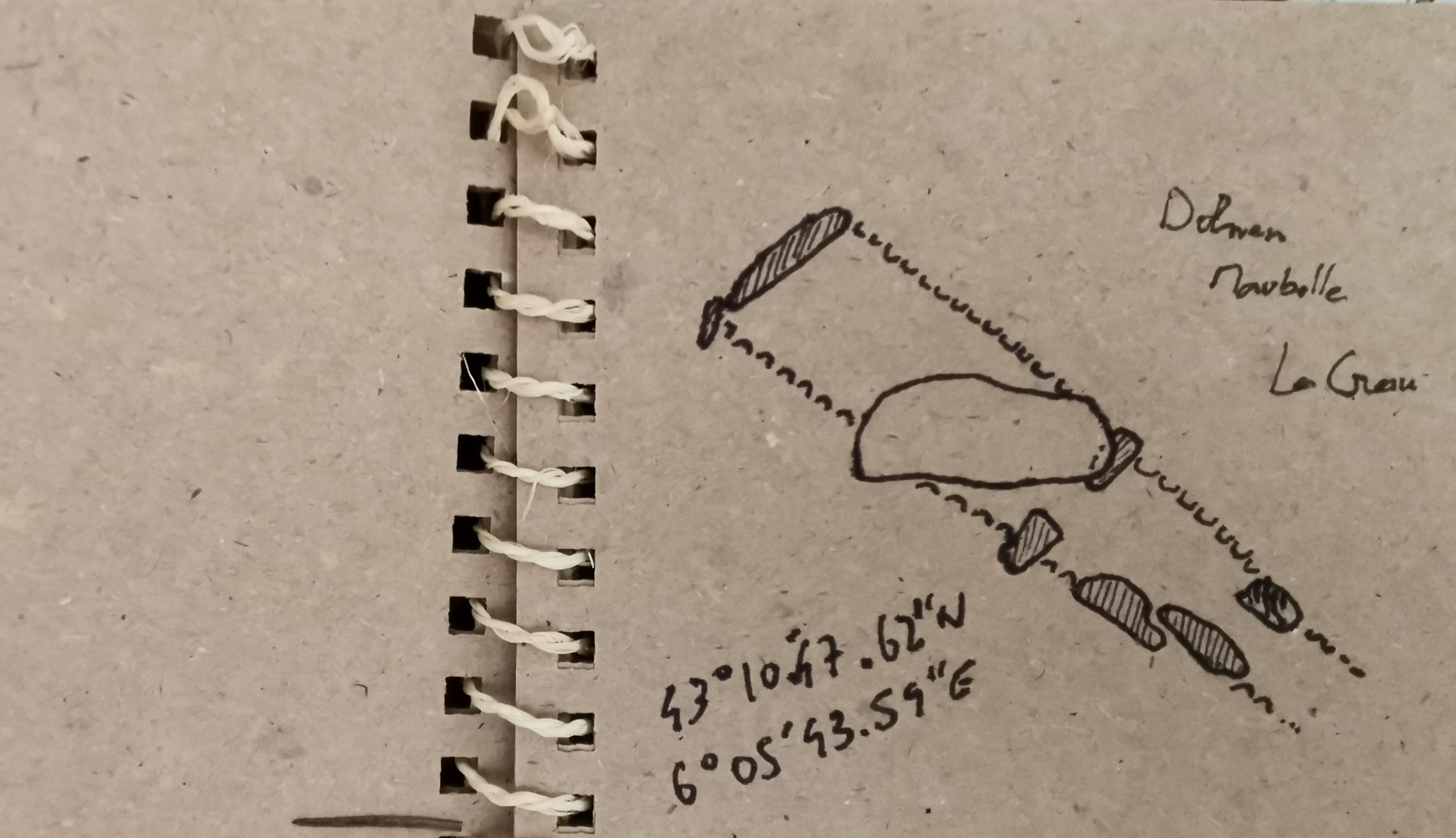
Plan du dolmen
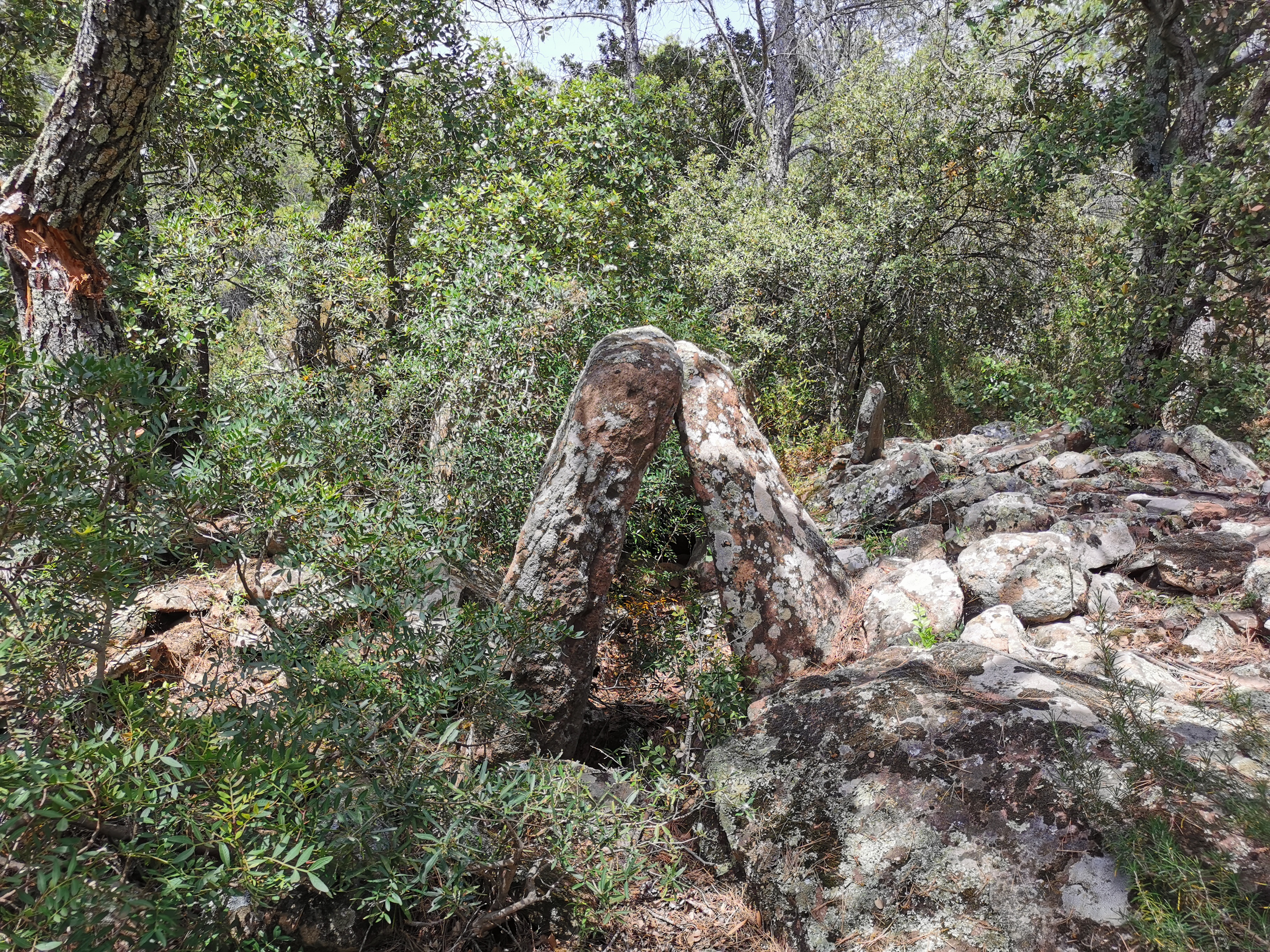
Entrée du dolmen
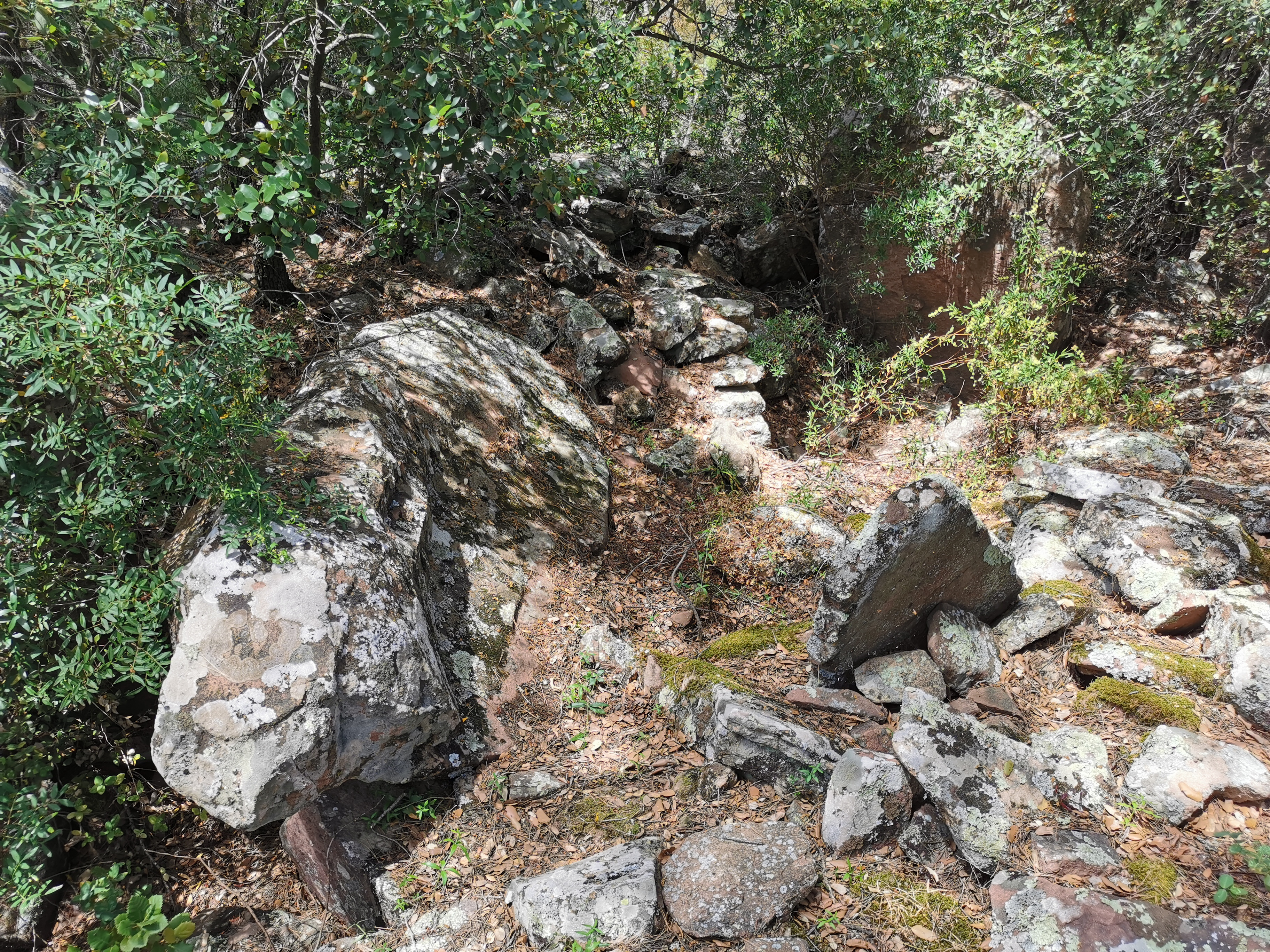
Centre du dolmen